# Caspicosa kulsaryensis
Caspicosa kulsaryensis is een spinnensoort in de taxonomische indeling van de wolfspinnen (Lycosidae).
Het dier behoort tot het geslacht Caspicosa. De wetenschappelijke naam van de soort werd voor het eerst geldig gepubliceerd in 2007 door A. V. Ponomarev.